# Матей Басараб
Матей Басараб (Матейу; 1588, Бранковени — 9 квітня 1654, Бухарест) — один з найзначніших господарів Волощини (1632–1654), носив титул «Іо Матей Басараб Господар і Воєвода Землі Унгроваласької та всього Подунав'я».

## Біографія
Походив з впливового боярського роду. Довший час очолював боярську опозицію проти політики господарів надання урядів іноземцям, зокрема грекам. Очолив змову проти господаря Раду XI Ільяша, якого змістив з престолу 1632 та отримав затвердження у Високій Порті.
Сприяв економічному розвитку Волощини, зміцнював владу господаря. Утримував близькі стосунки з володарем Семигороддя Дєрдєм II Ракоці, з яким 1636 уклав союзний договір. Також уклав мирні договори з Османською імперією (1636), Річчю Посполитою (1637), Венецією (1639). З битви під Фокшанами у листопаді 1637 розпочався конфлікт з молдовським господарем Василем Лупулом, який почув загрозу внаслід укладення волосько-семигородського договору. Василь Лупу змушений був відступити з наказу султана. Лупул повторив напад у грудні 1639, але зрештою змушений був відступити з Валахії. Замирення наступило у 1644 році за участі митрополита Варлаама. Пробував звільнитись від османського впливу, створивши з зацікавленими державами антиосманську лігу, об'єднати Волощину з Молдовським князівством.
У квітні 1653 Басараб організував змову проти молдовського господаря, підтримуючи претендента на молдовський престол С. Георгіцу, разом з семигородським (трансільванським) князем Юрієм II Ракоці вів боротьбу проти військ господаря Василя Лупула, який втік до України, де у травні отримав допомогу Богдана Хмельницького. Разом з козацьким військом на чолі з Тимошем Хмельницьким Василю Лупулу вдалось відбити князівство, а згодом напасти на Валахію. Матей Бесараб був поранений в битві під Фінтою, але зрештою йому вдалось перемогти Василя Лупула. Наступного року у Волощині розпочалось повстання загонів семенів, яким вдалось захопити столицю Тирговіште. В час перемовин з повстанцями Матей Бесараб помер.
Матей Бесараб дбав про господарчий і культурний розвиток Волощини. За допомогою київського митрополита Петра Могили відкрив друкарні у Кимпулунгу і Говорі. у 1652 надрукував перший збірник писаних законів Волощини, що по суті були румунським перекладом візантійського права (Pravila de la Govora (1640), Pravila lui Matei Basarab (1652)). Відкрив перші гуманістичні студії у Тирговіште. Був фундатором близько 45 церков, монастирів на теренах Волощини і Молдови. Був похоронений у фундованому ним монастирі Арнота.

## Зображення

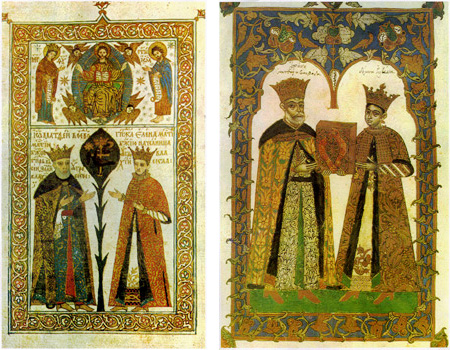
Матей Басараб з сином (ліворуч) та він же з жінкою (справа)
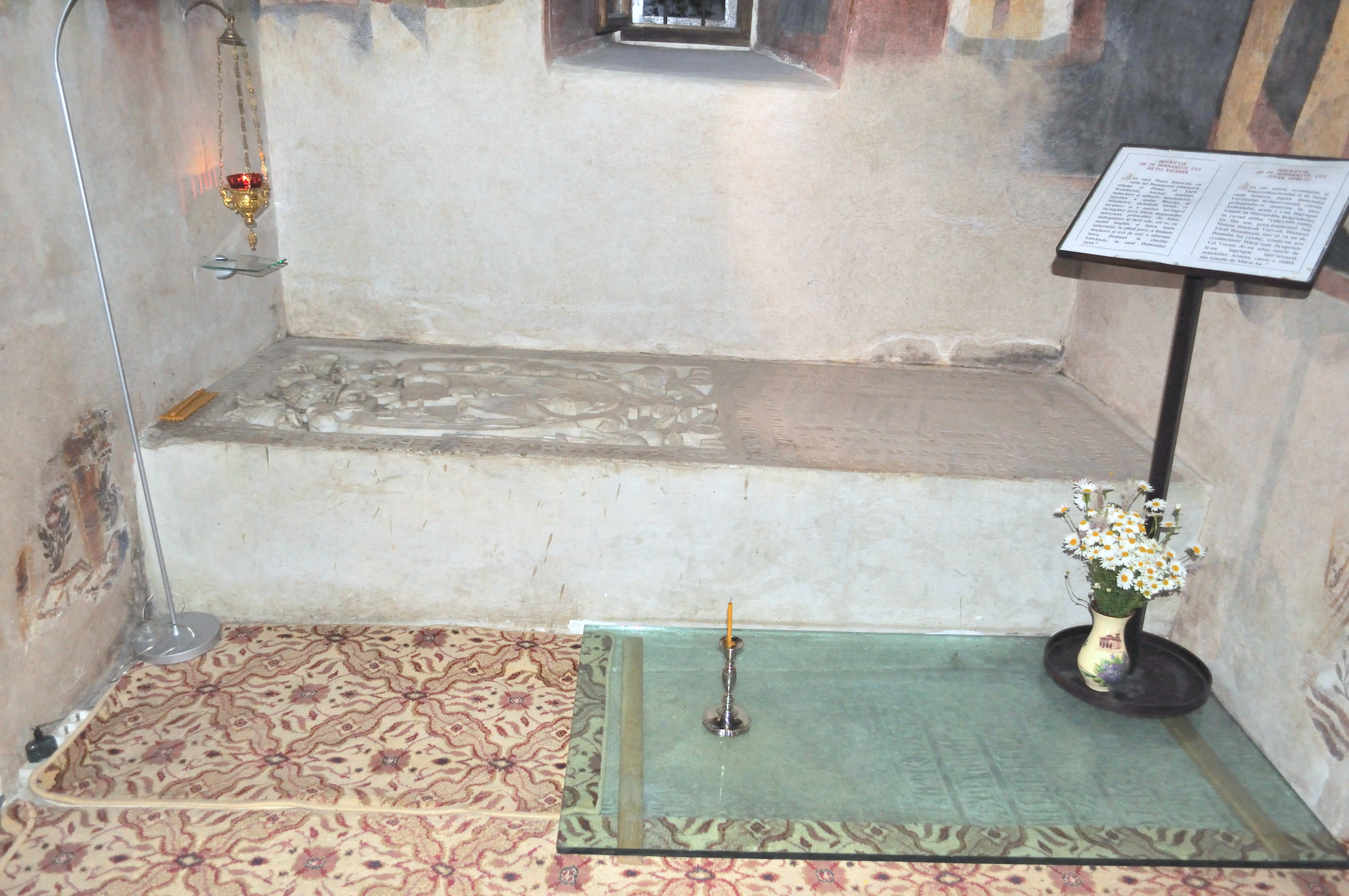
Могила Матея Бесараба у монастирі Арнота